# Erwin Wurm

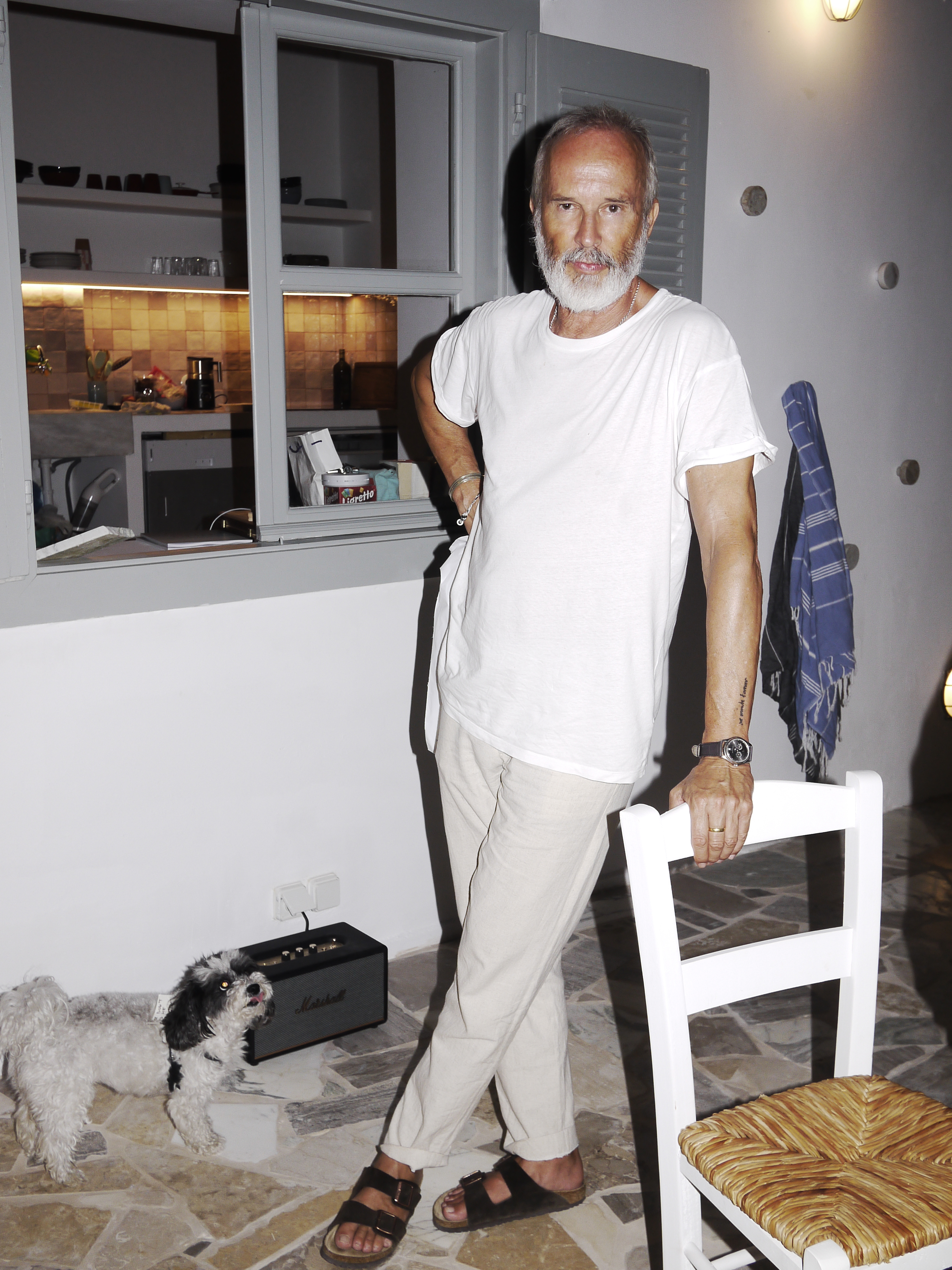
Erwin Wurm (Foto: Lottermann und Fuentes)

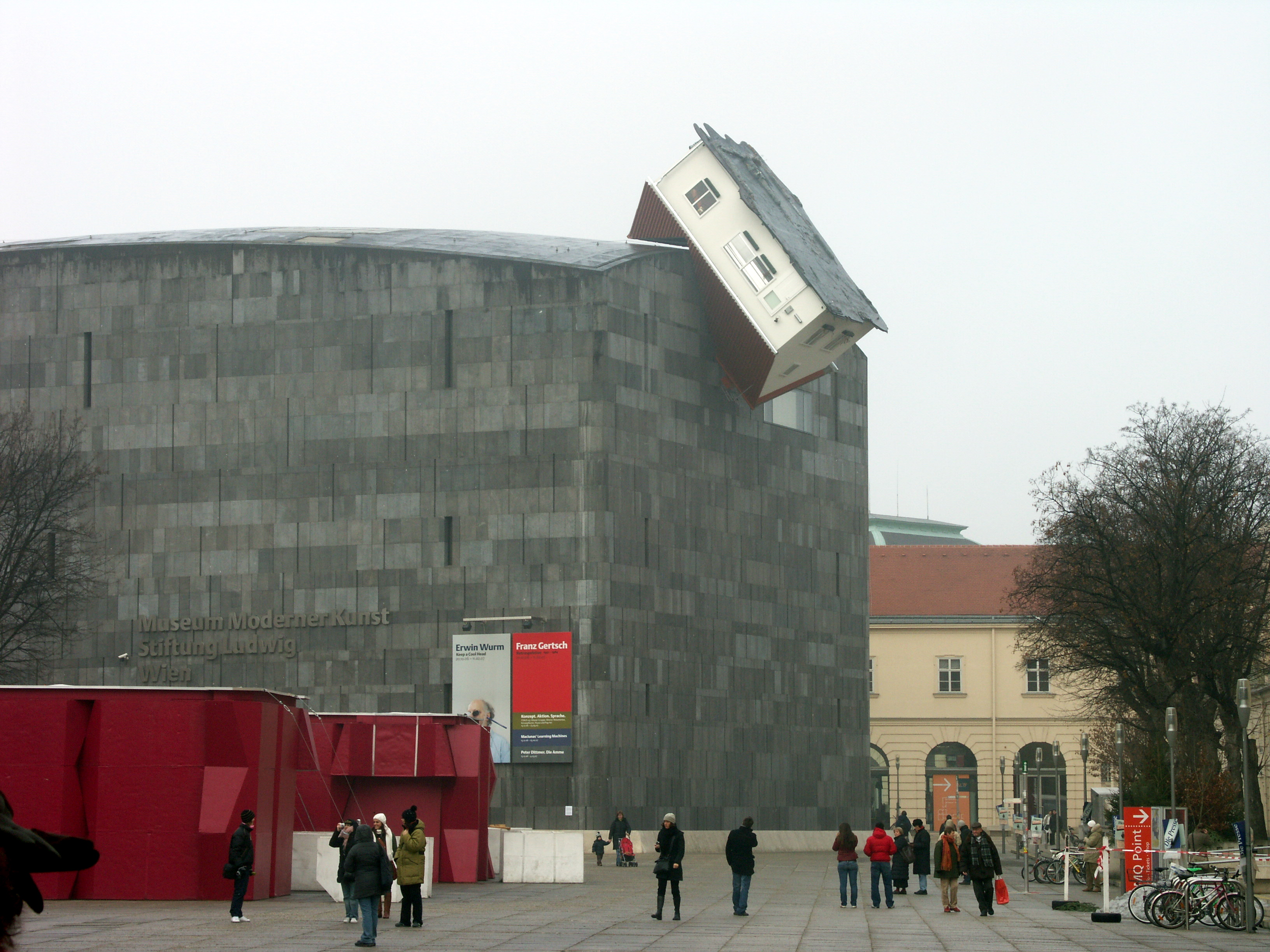
Haus auf dem Mumok (Museum moderner Kunst) in Wien, 2007

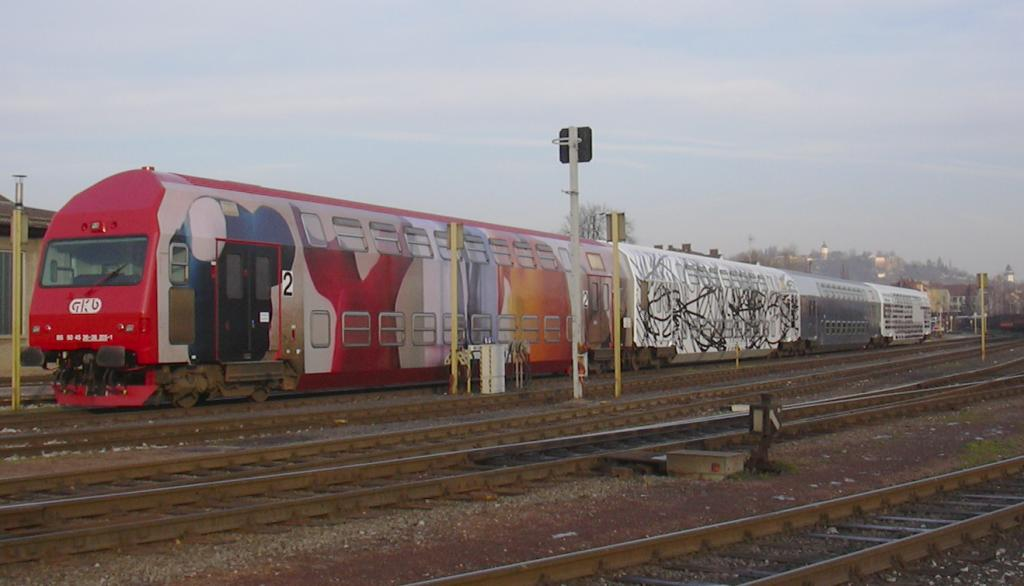
Von Erwin Wurm gestalteter DoSto an der Spitze weiterer Wagen des GKB-Kunstzugs (LokoMotive, Graz 2003)

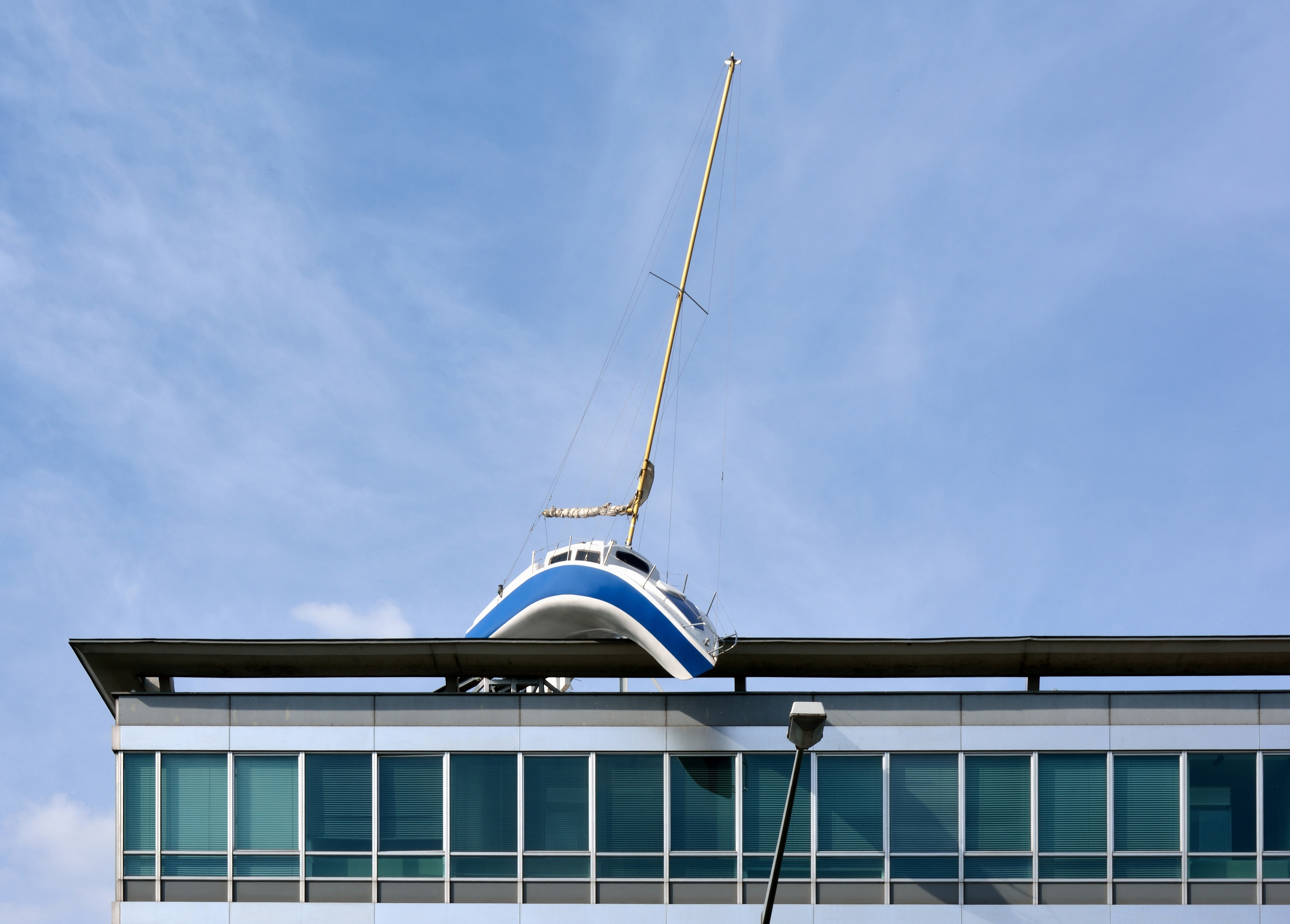
Skulptur Segelboot auf dem Dach des Hotel Daniel in Wien, April 2014

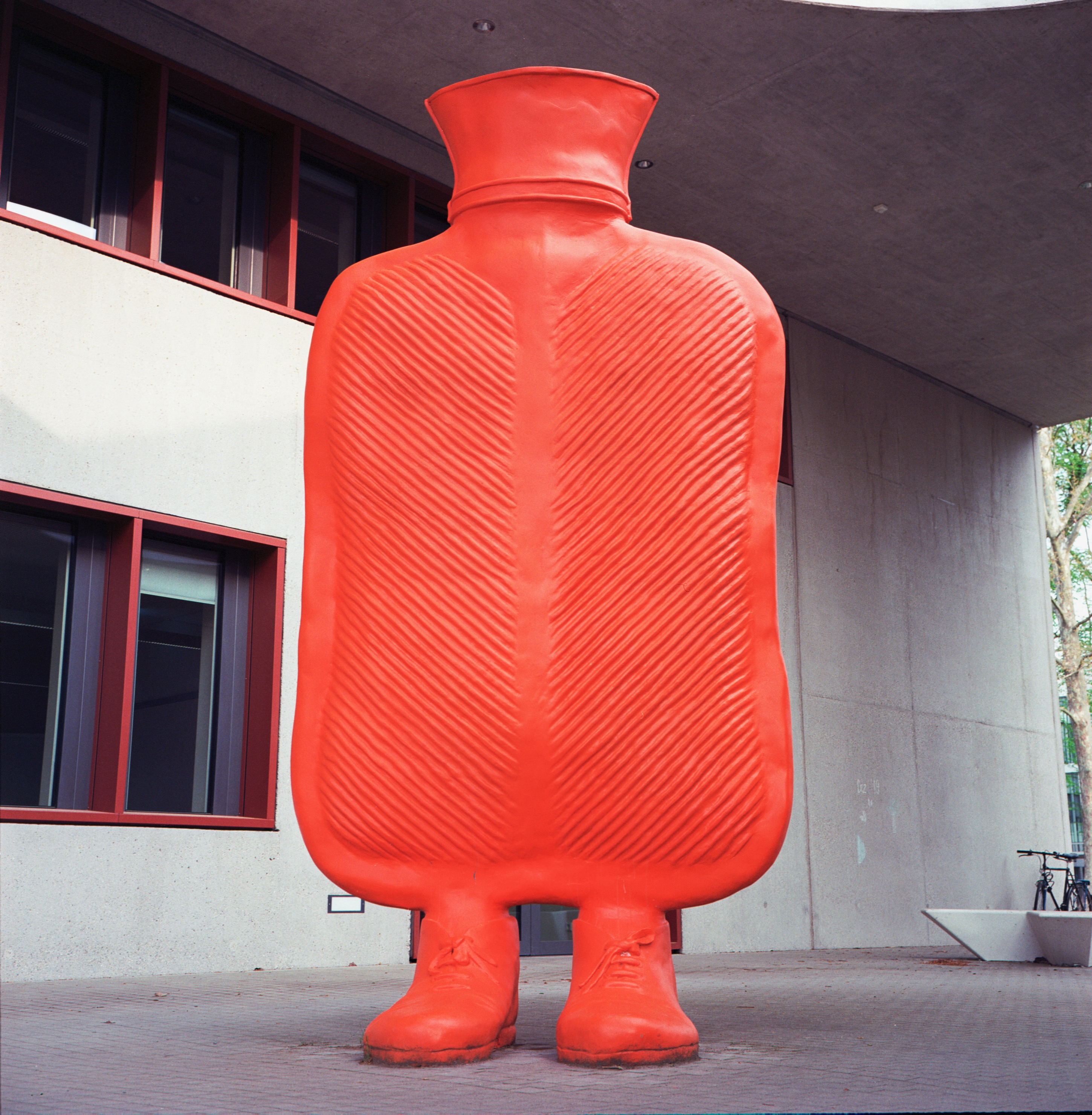
Erwin Wurm - Big Mutter - KIT Campus Süd Karlsruhe

Erwin Wurm (* 27. Juli 1954 in Bruck an der Mur) ist ein österreichischer Künstler.

## Tätigkeit
Erwin Wurm arbeitet seit mehr als zwei Jahrzehnten an einem vielschichtigen Werk, das sich mit Erweiterung der Begriffe Plastik/Skulptur umschreiben lässt. Sein Werk umfasst Materialskulpturen, Aktionen, Videos, Fotos, Zeichnungen und Bücher. Eine der einflussreichsten Werkgruppen stellen dabei Wurms One Minute Sculptures dar. Erwin Wurm zählt zu den erfolgreichsten Gegenwartskünstlern.
Von 1974 bis 1977 studierte er Kunstgeschichte und Germanistik an der Universität Graz. Ab 1977 bis 1979 war er Student der Kunst- und Werkerziehung (Bereich Bildhauerei bei Ruedi Arnold) an der Universität Mozarteum Salzburg, damalige Bezeichnung Hochschule für Musik und darstellende Kunst „Mozarteum“ in Salzburg, von 1979 bis 1982 besuchte er die Hochschule für angewandte Kunst und die Akademie der bildenden Künste.
Von 2002 bis 2006 lehrte er als Professor am Institut für Kunst und Kulturwissenschaften/Kunstpädagogik und von 2007 bis 2010 für Bildhauerei/Plastik und Multimedia am Institut für Bildende und Mediale Kunst der Universität für Angewandte Kunst Wien.
Einer breiteren Öffentlichkeit wurde er durch seine One Minute Sculptures bekannt, für die Personen mit Alltagsgegenständen in einem überraschenden Zusammentreffen posieren, was Wurm dann durch Fotografien dokumentiert. Häufig handelt es sich dabei auch um Ausstellungsbesucher, die so innerhalb der Ausstellungssituation selbst zum Objekt ästhetischer Erfahrung werden, womit das Verhältnis von Subjekt und Objekt thematisiert ist. Populär wurden diese One Minute Sculptures unter anderem durch das Video der Gruppe Red Hot Chili Peppers zu ihrer Single Can’t Stop aus dem Jahr 2003, in dem Erwin Wurm als Inspirationsquelle genannt wird. Bekannt sind auch Wurms „Fat“-Skulpturen, die kleinbürgerliche Statussymbole wie Autos oder Einfamilienhäuser in einem „verfetteten“, aufgeblähten Zustand zeigen.
Im Herbst 2006 widmete ihm das MUMOK im MuseumsQuartier in Wien eine Ausstellung. Für Aufregung sorgte dort vor allem ein Einfamilienhaus in Originalgröße, das schräg und verkehrt am Dach des MUMOK-Gebäudes angebracht wurde. 2010 zeigte das Kunstmuseum Bonn Werke Wurms aus der Zeit von 2007 bis 2009.
Auf der 54. Kunstbiennale in Venedig 2011 war Wurm mit „Narrow House“ vertreten, einem Modell seines Elternhauses, auf ein Sechstel seiner Größe in der Längsachse reduziert. „Narrow House“ war bereits 2010 in der Ausstellung in Klosterneuburg zu sehen.
„Humor ist eine Waffe“, hat Erwin Wurm einmal gesagt. Doch versteht er sich nicht als Humorist, seinen Witz setzt er ein, um den „Alltag aus einer anderen Perspektive“ zu zeigen. So sind seine Arbeiten von einem häufig ins Satirische gehenden skurrilen Humor getragen. Ganz in diesem Sinne gestaltete er 2008 ein „Selbstporträt als Essiggurkerl“, das sich heute im Besitz des Museums der Moderne Salzburg befindet.
Für die Fastenzeit 2020 installierte Wurm im Wiener Stephansdom ein 80 Quadratmeter großes Fastentuch in Form eines violetten Strickpullovers als symbolisches Zeichen für „wärmende Nächstenliebe“.
Als einer der ersten etablierten Künstler veröffentlichte Wurm Ende August 2021 zum Anlass des 20. Jubiläums seines ersten Fat Cars eine 15-sekündige Videosequenz namens Breath In, Breathe Out als NFT auf der Flow-Blockchain. Das Werk zeigt einen Schwenk um einen scheinbar atmenden roten Porsche inmitten einer grünen Naturlandschaft und wurde über die zur König Galerie gehörigen MISA-Webseite vertrieben. Die Darstellung greift die Idee Wurms der digitalen Darstellung aus der Zeit des ersten Fat Cars auf, die mit Hilfe von Opel umgesetzt werden sollte, an den damaligen technischen Möglichkeiten jedoch scheiterte.

## Kunst im öffentlichen Raum
- 2011: Gurken, 2011 in Salzburg, Furtwänglergarten
- 2013: Bob, Frittenbude auf dem Place François Mitterrand, Lille, Frankreich
- 2014: Installation „Segelboot“, Hotel Daniel (auf dem Dach), Wien
- 2017: Fat House, vor dem Oberen Belvedere, Wien
- 2022: Narrow House, Avenue Foch, Le Havre[10][11]
- 2022: Walking Bag, Bonn[12]

## Galerie

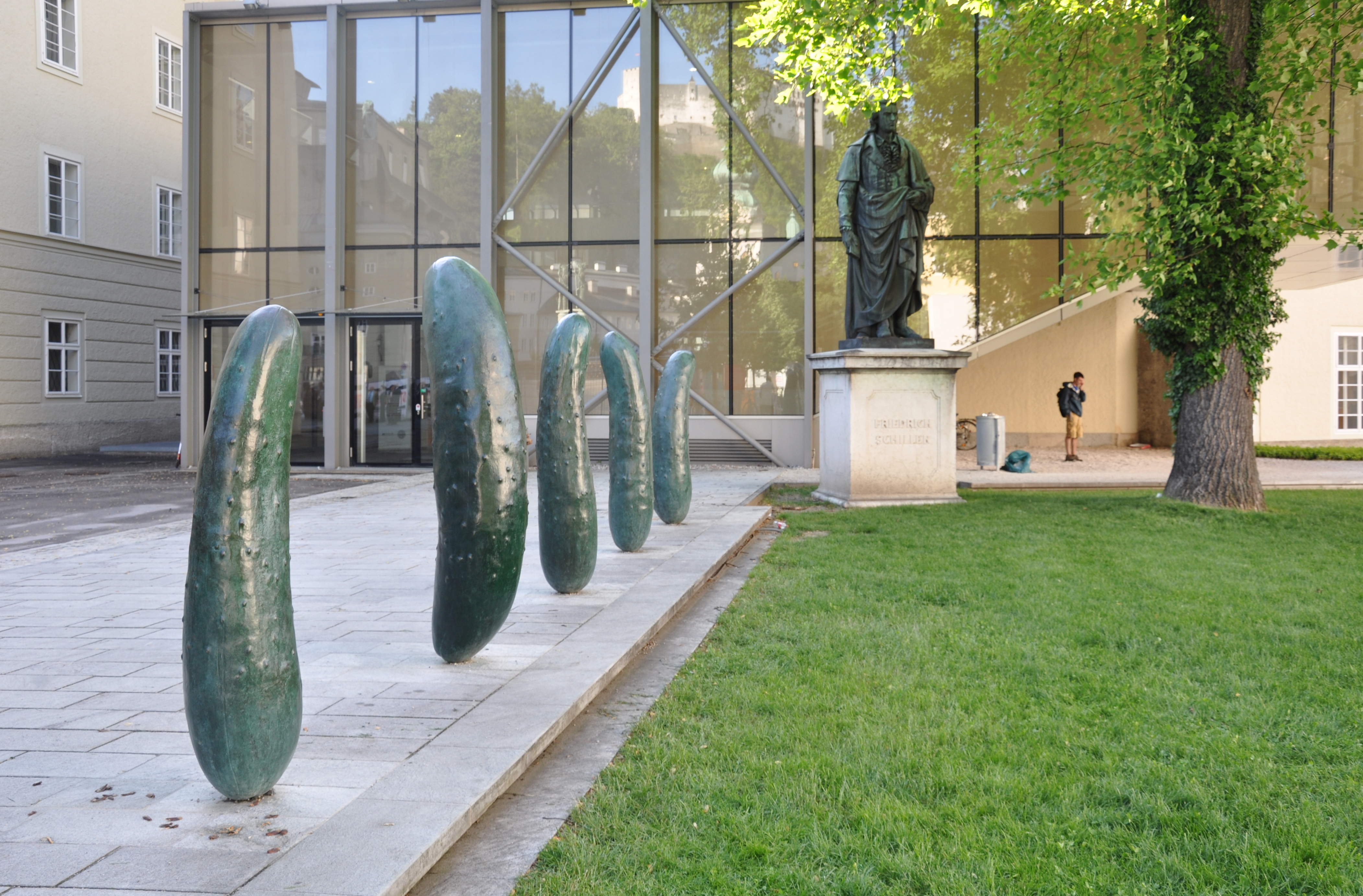
Gurken, 2011, Salzburg, Furtwänglergarten
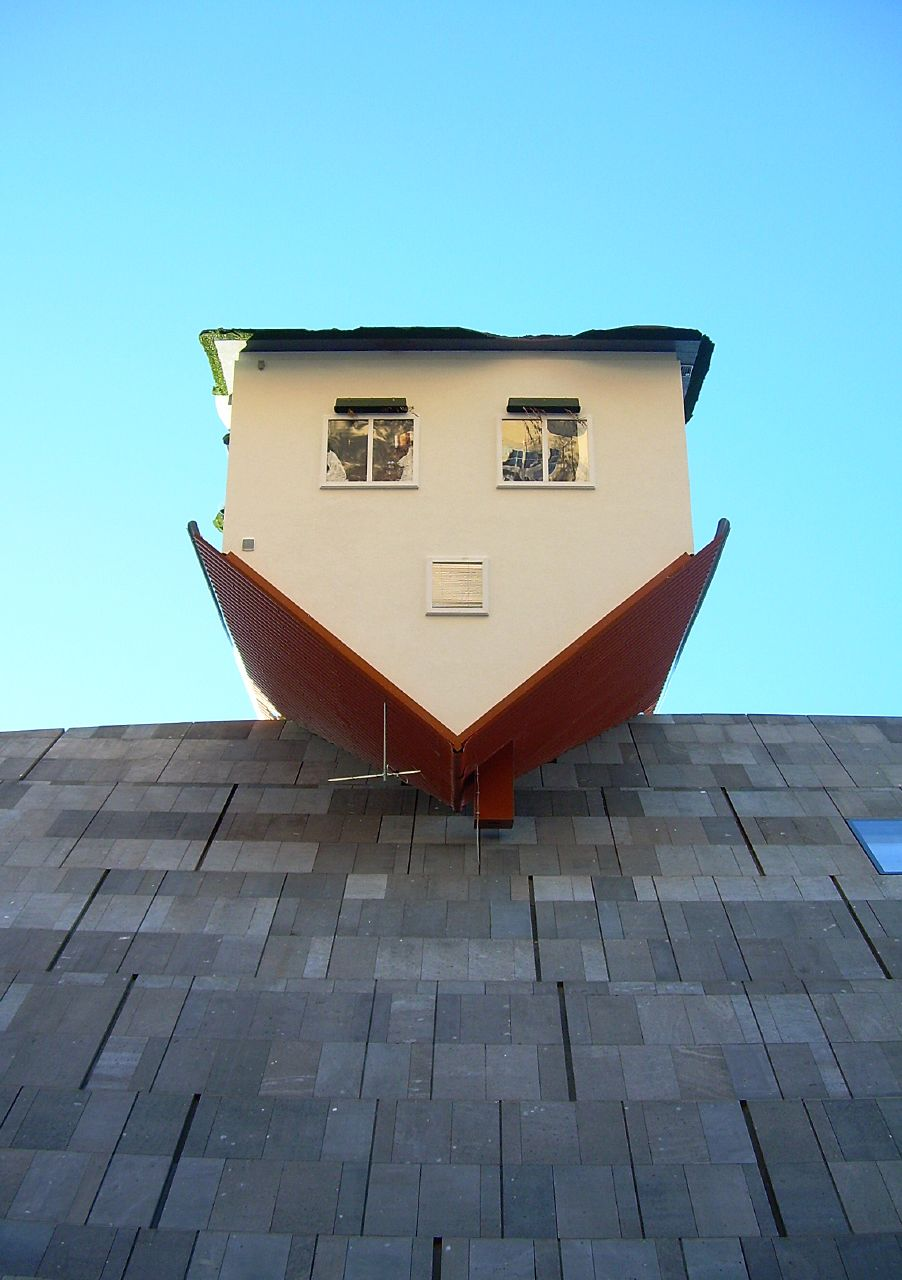
Foto-Detail, Installation Haus auf dem MUMOK, Wien
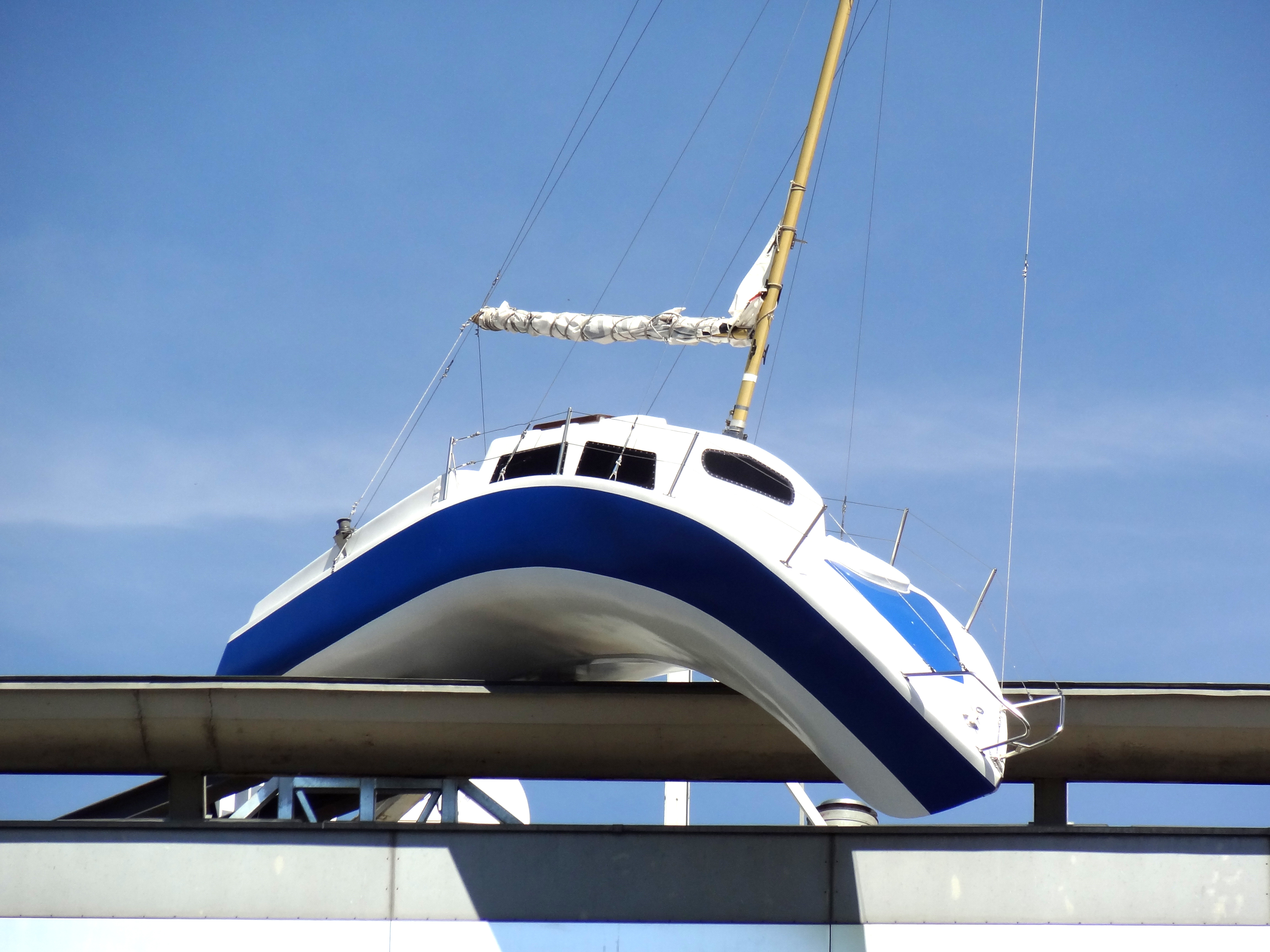
Detail Installation Segelboot, Hotel Daniel, Wien (Dauerinstallation)
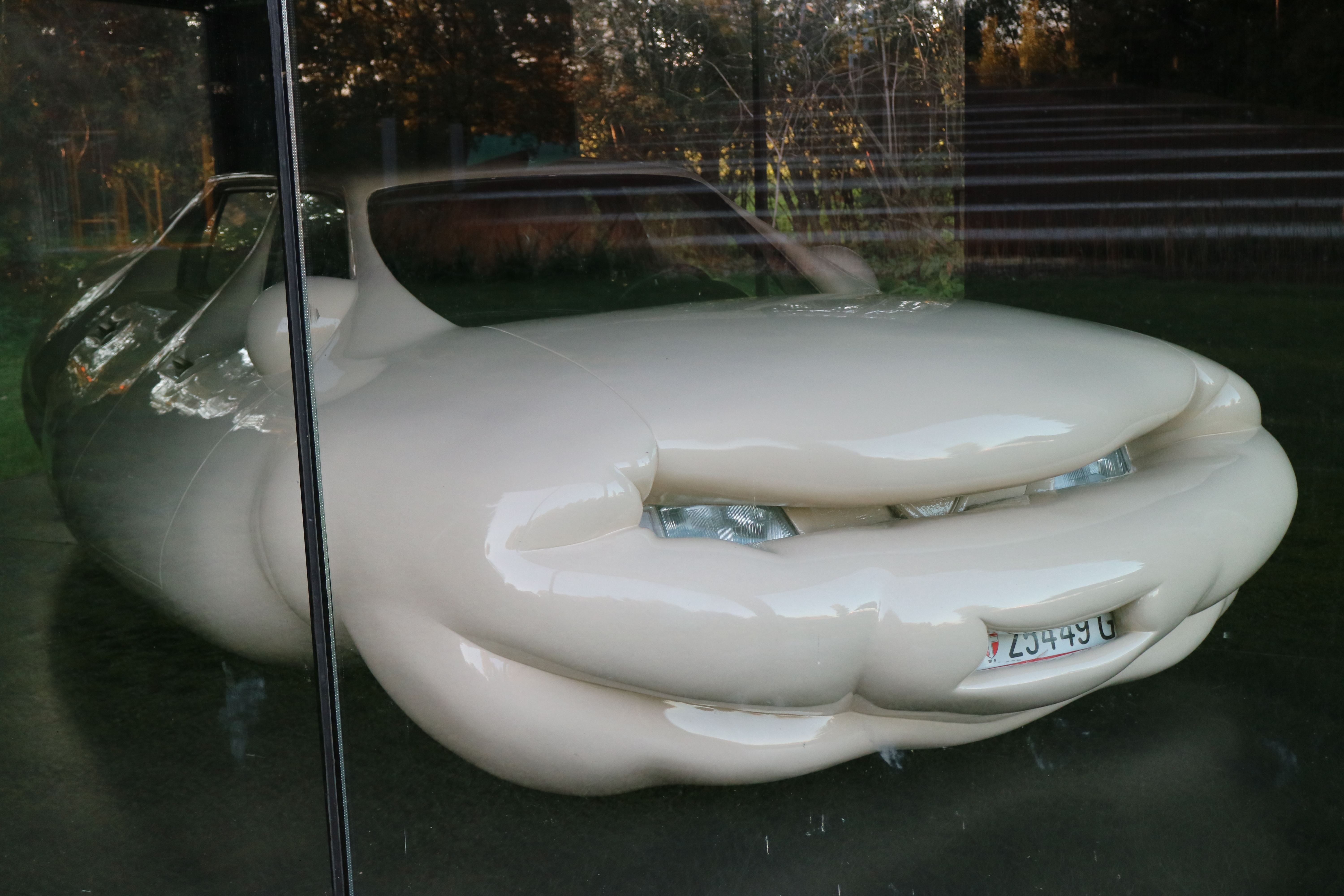
Fat Car
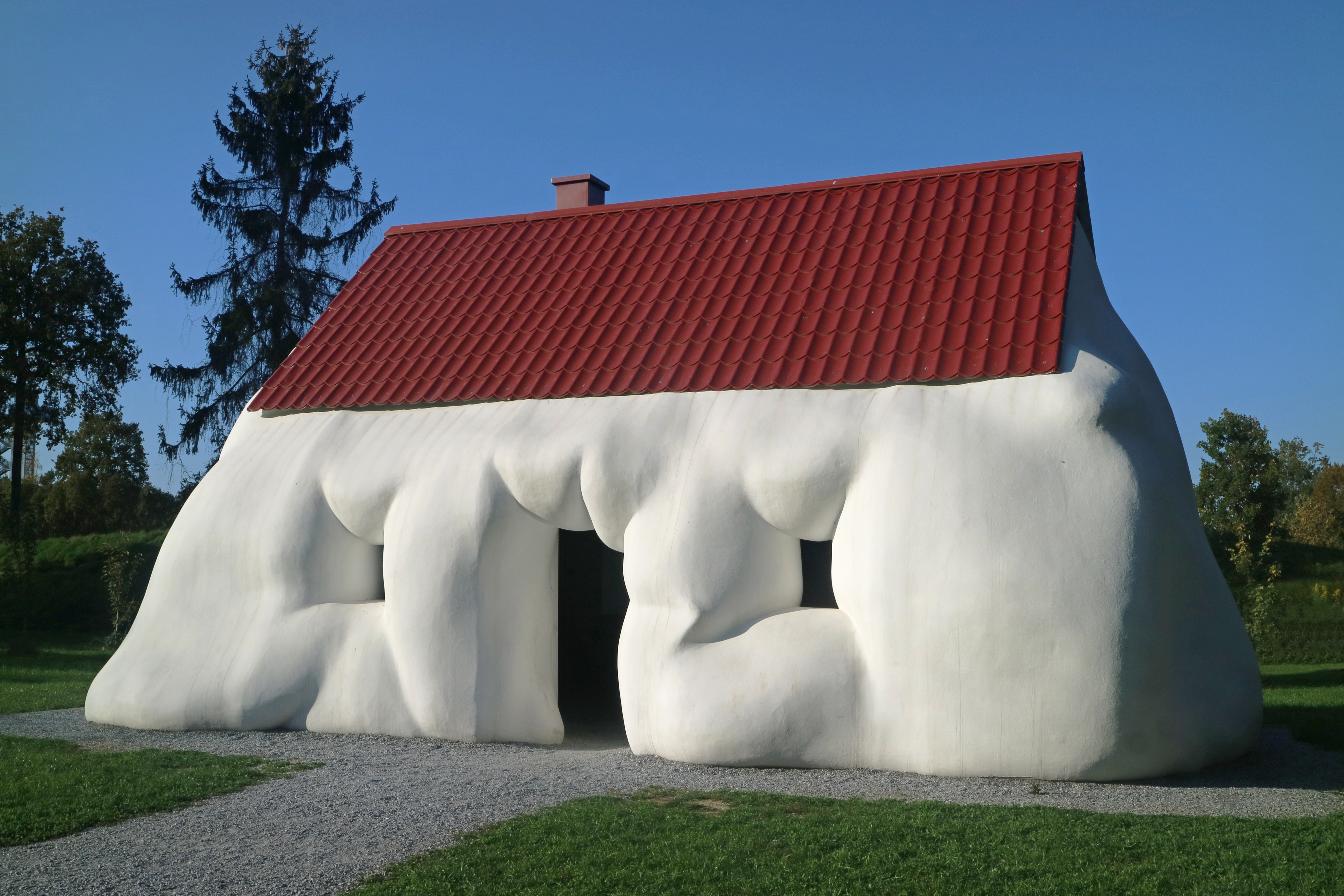
Fat House

## Diebstahl
Im Mai 2021 wurde die knapp 60 cm große Skulptur „Kapuzenmann“ aus einer Galerie auf der Wiener Freyung, in der sie ungesichert ausgestellt war, gestohlen. Der Schaden wird mit 60.000 Euro angegeben.

## Auszeichnungen
- 1984 Otto-Mauer-Preis
- 1993 Preis der Stadt Wien für Bildende Kunst
- 2004 Kunstpreis der Stadt Graz
- 2013 Großer Österreichischer Staatspreis[14]
- 2015 Würdigungspreis des Landes Steiermark für bildende Kunst[15]
- 2015 Silbernes Komturkreuz des Landes Niederösterreich
- 2015 Österreicher des Jahres in der Kategorie Kulturerbe[16]
- 2024 Großer Josef-Krainer-Preis[17]

## Film
- Erwin Wurm – Der Künstler, der die Welt verschluckt. Der 55 Minuten lange Fernsehfilm wurde am 30. Jänner 2013 vom deutsch-französischen Fernsehsender arte gezeigt.[18]